# Lenka Faltusová
Lenka Faltusová (* 24. Juni 1979 in Lanškroun) ist eine frühere tschechische Biathletin.

## Leben
Lenka Faltusová begann 1992 mit Biathlon. Die Sportlehrerin aus Jankovice startete für den SKP Jablonex gehörte dem tschechischen Nationalteam von 2000 bis 2006 an. Ihr internationales Debüt gab Faltusová 1998 bei den Juniorenweltmeisterschaften in Jericho, wo sie 15. im Einzel wurde. Im Jahr darauf war ein siebter Rang mit der Staffel in Pokljuka ihr bestes Ergebnis. Zur folgenden Saison startete die Tschechin in Osrblie erstmals im Biathlon-Weltcup. Sie belegte den 77. Platz in einem Einzel. 2001 trat sie erstmals bei Europa- und Weltmeisterschaften an. Bei der EM in Haute-Maurienne war ein siebter Platz mit der Staffel bestes Ergebnis, bei der WM in Pokljuka wurde sie 32. im Einzel. Faltusová brauchte bis zur letzten Weltcupstation Östersund der Saison 2002/03 um erstmals Weltcuppunkte zu sammeln. Dort konnte sie in allen drei Rennen, Einzel (25.), Sprint (22.) und Verfolgung (21.) Punkte sammeln. Bei den sich anschließenden Europameisterschaften in Forni Avoltri gewann Faltusová mit der tschechischen Staffel, zu der auch Zdeňka Vejnarová, Irena Česneková und Kateřina Holubcová gehörten, Silber. Weniger erfolgreich waren für sie die folgenden Weltmeisterschaften in Chanty-Mansijsk.
Das nächste nennenswerte Ergebnis der Sportlerin war der fünfte Platz im Einzel bei den Europameisterschaften 2004 in Minsk. In der Saison 2004/05 schaffte Faltusová am Holmenkollen in Oslo als 19. im Einzel ihr bestes Weltcupergebnis in einem Einzelrennen. Am Ende dieser Saison gewann sie bei den Europameisterschaften in Nowosibirsk erneut eine Medaille, Bronze, mit der Staffel. Elfte Plätze in Sprint und Verfolgung rundeten ein gutes Ergebnis ab. Bei ihrer letzten Weltmeisterschaft in Hochfilzen erreichte sie als 29. im Einzel ihr bestes WM-Ergebnis. Abschluss von Faltusová Winterkarriere waren ihre beiden einzigen Starts bei Olympischen Spielen. In Turin trat sie im Sprint (32) und in der Verfolgung (36.) an. Ihr Karriereende folgte nach den Weltmeisterschaften im Sommerbiathlon, die 2006 in Ufa stattfanden. Nach dem Gewinn der Bronzemedaille im Sprint verpasste sie als Verfolgungsvierte eine weitere Medaille nur knapp. In der folgenden Saison konnte sie verletzungsbedingt nicht starten und beendete nach der Saison ihre aktive Karriere.

## Biathlon-Weltcup-Platzierungen
Die Tabelle zeigt alle Platzierungen (je nach Austragungsjahr einschließlich Olympische Spiele und Weltmeisterschaften).
- 1.–3. Platz: Anzahl der Podiumsplatzierungen
- Top 10: Anzahl der Platzierungen unter den ersten zehn (einschließlich Podium)
- Punkteränge: Anzahl der Platzierungen innerhalb der Punkteränge (einschließlich Podium und Top 10)
- Starts: Anzahl gelaufener Rennen in der jeweiligen Disziplin

| Platzierung | Einzel | Sprint | Verfolgung | Massenstart | Staffel | Gesamt |
| ----------- | ------ | ------ | ---------- | ----------- | ------- | ------ |
| 1. Platz    |        |        |            |             |         |        |
| 2. Platz    |        |        |            |             |         |        |
| 3. Platz    |        |        |            |             |         |        |
| Top 10      |        |        |            |             | 12      | 12     |
| Punkteränge | 3      | 2      | 1          |             | 16      | 22     |
| Starts      | 15     | 31     | 15         |             | 17      | 78     |

## Weblink
- Statistik bei Biathlonworld

| Personendaten    | Personendaten           |
| ---------------- | ----------------------- |
| NAME             | Faltusová, Lenka        |
| ALTERNATIVNAMEN  | Faltusova, Lenka        |
| KURZBESCHREIBUNG | tschechische Biathletin |
| GEBURTSDATUM     | 24. Juni 1979           |
| GEBURTSORT       | Lanškroun               |